# Postal 4: No Regerts
Postal 4: No Regrets es un videojuego de disparos en primera persona desarrollado por Running with Scissors, que es también el desarrollador de los dos primeros juegos de la franquicia Postal. 
Publicado para Microsoft Windows a través del Acceso Anticipado de Steam, una decisión que estuvo hecha para adquirir financiamiento para el proyecto y para implicar a la comunidad en el proceso de desarrollo del juego.
Running with Scissors ha descrito al juego como la "secuela verdadera o secuela directa" de Postal 2, contrastando a Postal III como secuela de Postal 2, el cual fue muy criticado por críticos y jugadores en la época. El juego actualmente está en una etapa alfa de su desarrollo, y la mayoría de sus características previstas necesitan todavía ser implementadas.

## Gameplay
Postal 4 toma prestada muchas de sus características de gameplay de su predecesor, Postal 2. Por ejemplo, el juego está centrado alrededor de diferente "recados" que The Postal Dude tiene que completar cada día, el cual incluye por ser un guardia de prisión, un trabajador de alcantarillado, y un cazador de animales el lunes. También regresa a la serie la perspectiva en primera persona. Además incluye armas adicionales, "recados opcionales", diferentes trajes para Dude, y un cooperativo multijugador.